# Hartshorne (Oklahoma)
Hartshorne è un comune degli Stati Uniti d'America, situato nello Stato dell'Oklahoma, nella Contea di Pittsburg.